# Руспіна
Руспіна (лат. Ruspina) — фінікійське, карфагенське і римське місто, розташоване недалеко від міста Монастір в Тунісі. Існувало за часів Римської імперії і знаходилося в провінції Африка. Його згадують у своїх працях Пліній Старший та Клавдій Птолемей.

## Назва
Є кілька теорій походження назви горда, перша: назва міста з'явилася від фінікійського та пунічного імені Ršpn або Ršpnt, які означають «Кутовий мис», друга: назва походить від фінікійського словосполучення «Rous Penna», що означає «край півострова», «мис» або "півострів" (фінікійські топоніми "Rus" і "Rous" означають "голова" або "точка").
Всі ці варіанти по-різному еллінізували, наприклад, як Роуспінон (дав.-гр. Ῥουσπῖνον дав.-гр. Ῥουσπῖνον), Роуспіно (дав.-гр. Ῥουσπίνῳ дав.-гр. Ῥουσπίνῳ), Роуспін (дав.-гр. Ῥουσπίνα дав.-гр. Ῥουσπίνα) або Роуспіна (дав.-гр. Ῥούσπινα дав.-гр. Ῥούσπινα), але кінцевим варіантом була Руспіна (лат. Ruspina).

## Географія
Точне місцезнаходження міста невідоме. Але є здогади, що він знаходився за 40 миль на південний схід від Утики. Натан Девіс вважає, що Руспіна знаходилася на місці сучасного Монастира. У Монастирі виявлено багато гробниць і руїн, які були частиною Руспини. Також Руспіна з'являється на скрижалях Пейтінгер між Адруметом і Тапсусом.

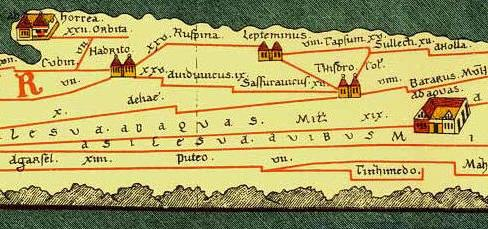
Руспіна на Скрижалі Пейтінгера

## Екскурс в історію
Місто побудовано фінікійцями із Сура у IV столітті до н. е.
У III столітті до н. е. допомагає карфагенському полководцю Ганнібалу Барці під час Другої Пунічної війни.
У 146 до н. е. приєднана до провінції Африка, підпавши під юрисдикцію Риму після пунічних воєн. Вважалася вільним містом з муніципальною радою та великим портом.
Під час подій чергової громадянської війни в Стародавньому Римі (49-45 до н. е.) вступила в союз з Гаєм Юлієм Цезарем, оскільки в 46 недалеко від тих місць відбулася серія морських сутичок між прихильниками Гнєя Помпея та цезаріанцями. Після остаточного розгрому помпейців поліс починає процвітати.